# Tebbutt (cràter)
Tebbutt és un cràter d'impacte de la Lluna que es troba prop de la vora sud-oest de la Mare Crisium. Es troba a sud del cràter Picard, i anteriorment va ser designat com Picard G, abans de ser reanomenat per la UAI. Al nord de Tebbutt, però més a l'est que Picard, es troba el cràter Lick, inundat de lava.

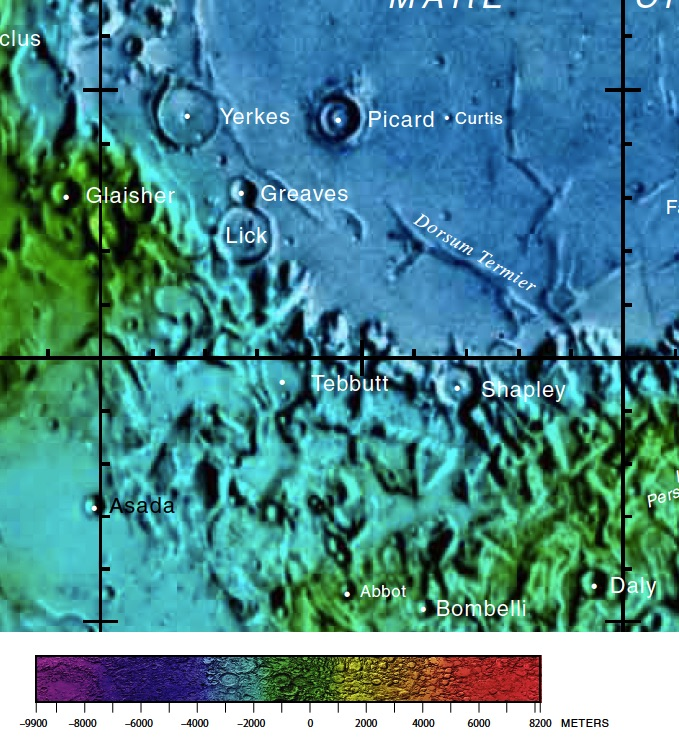
Localització de Tebbutt (centre de la imatge)
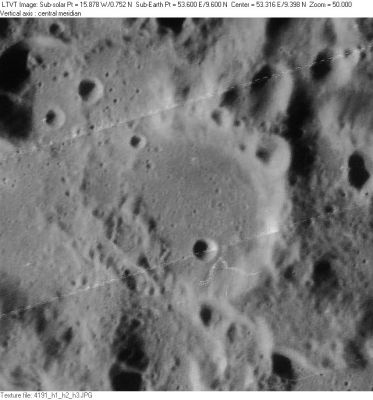
Imatge de la missió Lunar Orbiter 4

Aquest cràter té una vora exterior desgastada i danyada en la seva meitat oriental, però la vora és gairebé inexistent a la cara occidental, sent poc més que un parell de crestes corbades sobre la superfície. Els fluxos de lava han desbordat aquest vora occidental i han submergit l'interior, deixant un interior relativament pla i sense trets destacables. Un petit cràter marca l'extrem meridional del sòl interior, i diversos cràters minúsculs assenyalen les restes de la vora.